# Juan Carlos Chirinos

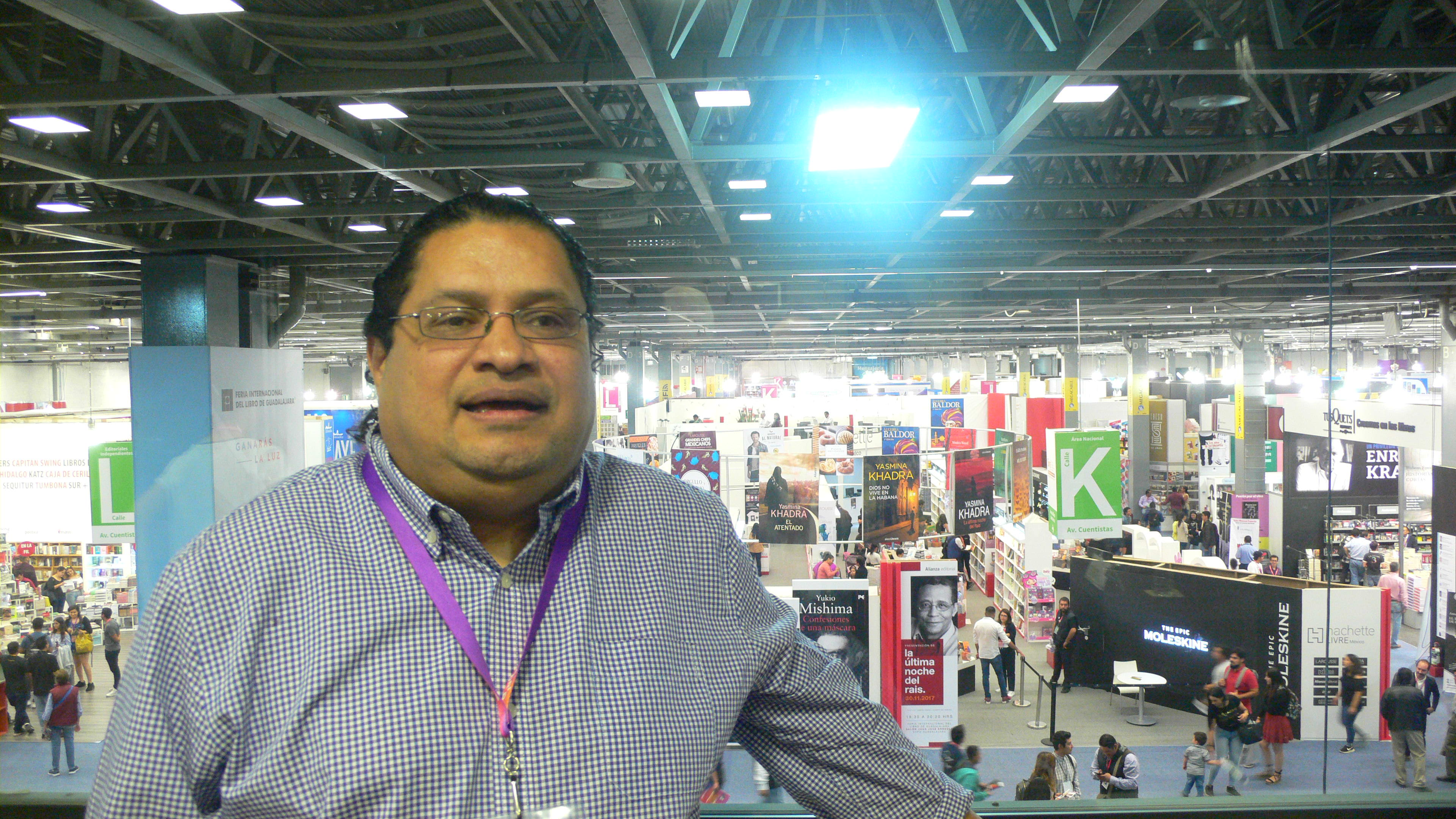
Juan Carlos Chirinos na FIL em Guadalajara, México, 2017

Juan Carlos Chirinos García (Valera, Trujillo, Venezuela 3 de maio de 1967) é um escritor venezuelano. Ele estudou literatura em seu país e na Espanha. É romancista, contista, biógrafo, ensaísta, dramaturgo, roteirista e professor. Participou de várias antologias, tanto na Venezuela como na Espanha, Itália, Estados Unidos, Argélia, Cuba, Canadá e França.

## Biografia
Juan Carlos Chirinos nasceu em Valera em 1967. Estudou o ensino fundamental e médio em sua cidade natal e em 1985 mudou-se para Caracas para estudar na Escola de Artes da Universidade Central da Venezuela; dois anos depois iniciou sua carreira em Letras na Universidade Católica Andrés Bello daquela cidade, onde se formou em 1992. A partir desse ano, trabalhou na Universidade Metropolitana, na Fundação de Etnomusicologia e Folclore, na Cinemateca Nacional e na o Museu Alejandro Otero. Em 1997 veio para a Universidade de Salamanca para fazer um doutorado em literatura espanhola e latino-americana. Desde aquele ano ele reside na Espanha.
Na Venezuela, suas histórias foram incluídas nas antologias As vozes secretas e A vasta brevidade (ambas publicadas por  Alfaguara, em Caracas), 21 do XXI (editado na mesma cidade por Ediciones B), na famosa antologia "O conto venezuelano" (preparada pelo romancista José Balza) e em Les bonnes nouvelles de l'Amérique latine (publicado em Paris pela Éditions Gallimard) prefaciado pelo Prêmio Nobel Mario Vargas Llosa.

## Obras

### Romances, contos, biografias e ensaios

#### Romances
El informe sobre Clara. Nochebosque (Madrid, La Huerta Grande, 2025. ISBN 9788418657689).
Renacen las sombras (Madrid, La Huerta Grande, 2021. ISBN 9788417118990).
Los cielos de curumo (Madrid, La Huerta Grande, 2019 ISBN 9788417118518).
Gemelas (Madrid, Casa de Cartón, 2013 ISBN 978-84-940478-9-3). (Caracas, El Estilete, 2016 ISBN 978-980-7786-00-3).
Nochebosque (Madrid, Casa de Cartón, 2011 ISBN 978-84-938892-2-7).
El niño malo cuenta hasta cien y se retira (Caracas, Norma, 2004 ISBN 980-6779-01-0). (Madrid, Escalera, 2010 ISBN 978-84-937018-5-7).

#### Contos
La sonrisa de los hipopótamos (Madrid, Ediciones La Palma, 2020 ISBN 978-84-122485-2-4).
La manzana de Nietzsche (Madrid, Ediciones La Palma, 2015 ISBN 978-84-944679-2-9).
Los sordos trilingües (Madrid, Musa a las 9, 2011 ISBN 978-84-15-22208-8) -ebook.
Homero haciendo zapping (Caracas, Fundación Ramos Sucre/UDO, 2003 ISBN 980-6616-00-6).
Leerse los gatos (Caracas, Memorias de Altagracia, 1997 ISBN 980-6382-09-9).

#### Biografias
Alejandro Magno, el vivo anhelo de conocer (Bogotá, Norma, 2004 ISBN 958-04-7986-0).
Albert Einstein, cartas probables para Hann (Bogotá, Norma, 2004 ISBN 958-04-7984-4 / México, Sep, 2005 ISBN 970-09-1142-X - Norma / ISBN 970-790-237-X SEP).
La reina de los cuatro nombres. Olimpia, madre de Alejandro Magno (Madrid, Oberon, 2005 ISBN 84-96511-09-X).
Miranda, el nómada sentimental (Caracas, Norma, 2006 ISBN 978-9806-77-9186 / Sevilla, Ediciones Ulises, 2017 ISBN 978-8416-30-0587).

#### Ensaio
Venezuela, biografía de un suicidio (Madrid, La Huerta Grande, 2017 ISBN 978-84-171180-4-4).

### Antologias

#### Dos contos
- De las sogas de la felicidad, el amor, por ejemplo: para no vencernos nunca - «Política, una historia de amor» (Madrid, Lastura Ediciones, 2020. ISBN 9788412142341)[4].
- El Rapto de Europa - «Qué dios detrás de dios» (Madrid, Calamar Ediciones, 10/2019. No. 41, ISSN 1695-5161 ISBN 9788496235786)[5].
- El Rapto de Europa - «El fuego previo de la locura» (Madrid, Calamar Ediciones, 09/2019. No. 40-extra, ISSN 1695-5161 ISBN 9788496235755).
- Relatos de la Orilla Negra V. 2018: Clave Binacional Italia Venezuela - «Sobre los tiranos» (Caracas, Ediciones La Orilla Negra, 2018.  ISBN 978-98-042900-8-4).
- Relatos de la orilla negra V - «Decir casi lo mismo» (Caracas, La Orilla Negra/Lector Cómplice, 2017. ISBN 978-98-074779-1-8).
- Encuentros y palabras - «Relato de dragón», «Laura», «Para comenzar primero por lo primario», (Salamanca, Edifsa, 2017. ISBN 978-84-943946-3-8).
- Nuestros más cercanos parientes - «Leerse los gatos» (Madrid, Kalathos, 2016. ISBN 978-84-945702-4-7).
- Cuentos memorables venezolanos - «Agnus rey» (Caracas, Planeta, 2015. ISBN 978-980-271-468-1).
- El rastro de Lovecraft - «Un espantapájaros lisiado» (Caracas, Alfaguara/Santillana, 2015. ISBN 978-980-15-0767-3).
- Revista Suburbano - «Sonrisa de hipopótamo» (Miami, Suburbano, año 2013, vol. 7)[6].
- Revista Suelta - «La sonrisa de Peter Pan», Guatemala, 2013.
- El cuento venezolano - «La mujer de las montañas», (Caracas, EBUC, 2012. ISBN 978-980-00-2705-9).
- Letras adolescentes, 16 años de Letralia - «Vida de perros», (Maracay, Editorial Letralia, 2012. ISSN 1856-7983).
- Los oficios del libro - «La manzana de Nietzsche», (Madrid, Libros de la Ballena/UAM, 2011. ISBN 978-84-8344-200-5).
- Río Grande Review #37 - «El alfabeto del profesor Chomsky», (El Paso, RGR, 2011. ISSN 747743 Erro de parâmetro em {{ISSN}}: ISSN inválido.).
- El sabor de la eñe - «Ay, qué noche tan preciosa», (Madrid, Instituto Cervantes, 2011. NIPO 503-11-062-X).
- La vasta brevedad - «Ichbiliah», (Caracas, Alfaguara, 2010. ISBN 978-980-15-0348-4).
- Revista Eñe, 17 (Primavera de 2009). - Catrusia. ISSN 1699-5856.
- Las distintas caras de la urbe: Una mirada a la cuentística venezolana de los años 90 - «Leerse los gatos», Confluencia, Revista Hispánica de Cultura y Literatura, University of Northern Colorado (Spring, 2008 - Issue 23.2).
- Las voces secretas - «Un ataque de lentitud», (Caracas, Alfaguara, 2007. ISBN 980-275-768-3).
- 21 del XXI - «Ichbiliah», (Caracas, Ediciones B, 2007. ISBN 978-980-6993-13-6).
- Inmenso estrecho II - «La mirada de Rousseau», (Madrid, Kailas, 2006. ISBN 978-84-89624-12-2).
- Cuentos venezolanos - «Pelópidas», (La Habana, Letras cubanas, 2005. ISBN 959-03-0338-2).
- Pequeñas resistencias, 3 - «Pelópidas», (Madrid, Páginas de Espuma, 2004. ISBN 978-84-95642-42-4).
- Nueva cuentística venezolana: breve inmersión - «Homero haciendo zapping» en: Hispamérica, #97, University of Maryland, 2004.

#### Outros textos
- Cuadernos Hispanoamericanos - «Balza es el otro», en el dosier Balza, la narración lúcida[7] (Madrid, 09/2019, No. 831. ISSN 0011-250X).
- El Rapto de Europa - «La gente inteligente, como Sócrates, sabe cada vez menos» (Madrid, Calamar Ediciones, 2018. No. 37-38, ISSN 1695-5161).
- Revista Quimera - «Cuentonario» (Dossier de literatura venezolana), Nº 401 (04/2017). ISSN 0211-3325.
- Cuadernos Hispanoamericanos - «Los universos del río» (Madrid, 09/2016, No. 795. ISSN 0011-250X).
- Cuadernos Hispanoamericanos - «Todo es al pie de la letra», Incursiones en Cervantes (Madrid, 05/2016, No. 791. ISSN 0011-250X).
- Grandes Mujeres-Historia National Geographic - «Olimpia» (Barcelona, RBA, 01/2016. ISSN 1696-7755).
- Mitologías hoy #12 - «El cuaderno de Taganga (Fragmento inconcluso de un viaje a un pueblo del Caribe colombiano)», (Barcelona, Universitat Autònoma de Barcelona, 2015. ISBN 2014-1130 Erro de parâmetro em {{ISBN}}: comprimento).
- Manifiesto País - «(Re)conozco de mi país» (Caracas, La Cámara Escrita, 2014. lf3620147002578).
- Pasaje de ida: 15 escritores venezolanos en el exterior - «Irse, volver y regresar», (Caracas, Editorial Alfa, 2013. ISBN 978-9803543501).
- Revista de Occidente #388 - «Dos mil siempre: Venezuela y el caudillismo eterno», Madrid, Fundación José Ortega y Gasset, 2013.  ISSN 0034-8635.
- Manuela, la «amable loca», Heroínas incómodas. La mujer en la Independencia de Hispanoamérica. Málaga, Ediciones Rubeo, 2012. ISBN 978-84-939865-4-4
- Cuadernos del abismo - «Lovecraft inter pares: los fantásticos hispanoamericanos», (Madrid, Literatura Comunicación, 2009. ISBN 978-84-61323-33-3).
- Nuestra América #4 - «El (nuevo) desembarco de la narrativa venezolana en España», Universidade Fernando Pessoa, 2007. ISSN 1646-5024.
- Cartas en la batalla - «Carta a Roberto Hernández Montoya», Caracas, Alfadil, 2004. ISBN 980-354-141-2.
- La literatura iberoamericana en el 2000. Balances, perspectivas y prospectivas - «Los (auto) exilios de la literatura venezolana de los noventa», Universidad de Salamanca, 2003. ISBN 978-84-78007-21-9.
- 50 imprescindibles - «Si yo fuera César Rengifo», Fundación para la Cultura Urbana, Caracas, 2002. ISBN 978-98-03910-19-8.
- Mujeres, amor y poder: versos y prosas para una definición de la Mujer a través de la Historia - «La lengua literaria de Silda Cordoliani», Asociación de Jóvenes Historiadores de Cantabria, 1999. ISBN 978-84-60587-39-2.
- José Balza: la escritura como ejercicio de la inteligencia - «Un sujeto eminentemente raro», Universidad Central de Venezuela, 1997. ISBN 978-98-00011-15-7.

### Traduções

#### Árabe
- Agnus rey y Homero haciendo zapping. Traducción de Nedjma Bernaoui en Encuentros literarios [Antología bilingüe árabe-español], Argel, Instituto Cervantes, 2009 NIPO 503090194.

#### Francês
- Pélopidas. Traducción de Gersende Camenen en Les bonnes nouvelles de l’Amérique latine. Anthologie de la nouvelle latino-américaine contemporaine, Gallimard, «Du monde entier», 2010 ISBN 978-2-07-012942-3[8].
- Pélopidas. Traducción de Hélène Rioux en Anthologie de récits vénézuéliens contemporains, Montreal, XYZ, 2009. ISBN 978-2-89261-553-1.

#### Inglês
- Ride of the Valkyries (Cabalgata de Walkirias)[9]. Traducción de Jonathan Blitzer en la revista electrónica Words Without Borders, febrero de 2011.
- Total, Always a Novel[10]. Traducción de Michael Redzich en la revista Latin American Literature Today, Volume 1 No. 12, November 2019

#### Italiano
- Cavalcata delle Valchirie (Cabalgata de Walkirias)[11]. Traducción de Barbara Stizzoli y Antonio Nazzaro en Il tuo aroma nella mia pelle, Salerno, Edizioni Arco-íris, 2019. ISBN 978-88-99877-47-7

### Emportuguês
- Olímpia, a Mãe de Alexandre O Grande. National Geographic-Portugal, 2018.

## Prêmios
- Finalista do Prêmio da Crítica da Venezuela, 2018, com o romance Gêmeos[12].
- Finalista do Concurso Internacional Juan Rulfo, Radio Francia Internacional, 2009, com a história «Dizendo quase o mesmo»[13].
- Prêmio de conto na Bienal Literária José Antonio Ramos Sucre, Cumaná, 2002, com o livro Homero fazendo zapping[14].
- Primeira menção no Prêmio Narrativa Curta da Embaixada da Espanha na Venezuela, Caracas, 1994, com o livro Ler gatos[15].